# 十八歳、海へ
『十八歳、海へ』（じゅうはっさいうみへ）は、1979年8月18日に公開された日本映画。主演は永島敏行と森下愛子で、藤田敏八が監督を務めた。中上健次の小説集「十八歳、海へ」より「隆男と美津子」の章の映画化作品。併映作は『スーパーGUNレディ ワニ分署』。前年の社名変更後も旧社名と旧マークを維持し続けた株式会社にっかつの名前と新マークがスクリーンに登場した最初の作品でもある。
夏期講習を受けに東京に滞在中の女子高生と、同じ予備校に通う2人の男子予備校生との交流を描いた作品。また作中では、怖いもの知らずな若者たちがする“心中未遂遊び”という行為を扱っている。

## あらすじ
実家から予備校の夏期講習を受けに東京の姉の自宅アパートに滞在中の高校生・有島佳は、二浪中の予備校生・桑田敦天に誘われて鎌倉の夜の海に訪れる。砂浜で2人で会話していた所、佳たちと同じ予備校の浪人生・森本英介がバイク集団のリーダーと歩いて海に入っていく度胸試し(英介曰く“死にっこ”)をするのを偶然目撃する。数時間後、夜明けの海で2人きりになった佳と敦天は、遊び半分で英介たちの真似をして海に入ると、彼女は海の息苦しさと気持ち良さを同時に体験し、不思議な感覚を覚える。
しかし、たまたま浜辺を通りかかった裕福な老人に心中と勘違いされて助けられた後、「もう心中しないように」と諭されて小切手を渡される。数日後、英介に興味を持った佳は予備校で彼に会うと、鎌倉の海に敦天と入って不思議な体験をしたこと、心中と間違えた老人から小切手をもらったことを話す。英介がホテルでバイトをしていると聞いた佳は心中未遂遊びを思いつき、彼のホテルに敦天と泊まって徐々に海に入る感覚で少しずつ睡眠薬を飲み始める。その直前に佳と会っていた英介は、その後異変を感じて2人の部屋に入り、昏睡状態の2人と老人の連絡先のメモを見つけると、急いで救急車を呼ぶ。
病室で目を覚ました佳は、連絡を受けて駆けつけた姉から「英介が警察沙汰にならないようメモを持ち帰った」と伝えられると、余計なお節介をされたと不機嫌になる。退院した佳は敦天と同棲を始め、そのまま姉に会おうとせず、心配した姉は英介に頼んで妹の様子をうかがってもらうが、妹から構わないよう言われてしまう。数日後、佳と敦天は海水浴客で賑わう鎌倉の海に再び訪れる。敦天はもう一度心中未遂遊びで老人から金をもらうことに誘うが、佳は「あの人はもう信じてくれない」と話を断る。
数日後、夏期講習も終わりに近づき、会えるのもわずかとなった佳と敦天は、英介に再びホテルに泊めてもらえるようにお願いする。その直後、数年前から家族に居場所を知らせていなかった英介のもとに彼を偶然見かけた父が現れる。しかし、父は英介の今の生活を否定して今すぐホテルをやめるよう強要し、箱根のホテルに英介の名前で部屋を予約。後から来るよう言われる。その日限りでホテルをやめさせられた英介は佳に会い、「心中未遂遊びをしたいが騙す相手がいない」との彼女の言葉に、父を騙すことを思いつく。英介は父が自身のために予約した部屋を佳と敦天に貸してその場を後にし、2人はホテルの庭にある太い枝を見つけて心中未遂遊びをするため首を吊ろうとする。

## キャスト
桑田敦天（あつお）
演 - 永島敏行
二浪中の予備校生。文系大学志望で予備校では佳とは別のコースに所属。愛媛県今治市出身。実家は何かの商売をやっており、次の大学受験で受からないと実家を継がなければならない切羽詰まった状態。図に乗りやすく短気な性格で短絡的な行動を取り、英介に対して挑発的な態度を取るようになる。冒頭の予備校の模試では最下位の成績を取っている。
有島佳（けい）
演 - 森下愛子
北海道釧路の高校生。予備校の夏期講習の期間だけ姉が住む東京の自宅に居候する。予備校では国立理科系コースを選択しているが志望大学は今のところ未定。予備校の模試ではトップの成績を取るほど優秀。頭の右側に偏頭痛の持病を持つ。自由奔放な性格だがまだ子供っぽい所があり、時々意地を張って相手を困らせることがある。
森本英介
演 - 小林薫
敦天より数歳年上の浪人生。予備校の佳と同じ国立理科系コースに所属。講義を一番前の席に座って受けているがよく居眠りをしている。趣味はバイクに乗ること。昼は予備校に通い夜はホテルでボーイのバイトをしている。ぶっきらぼうに見えておせっかいな性格だが、衝動的に行動を取ることがある。

### その他の主な人たち
大八木一隆
演 - 小沢栄太郎
鎌倉の海近くの大邸宅に暮らす裕福な御老人。年は取っているが泳ぎが得意。正義感が強い性格で困った人がいると助ける行動を取る。自宅には身の回りの世話をするお手伝いの女性がいる。ある朝、鎌倉の海辺を散歩中、心中未遂ごっこ中の佳と敦天を助ける。
有島悠
演 - 島村佳江
佳の姉。仕事は、小学校の給食センターで栄養管理士らしき業務を担当。佳のことを気にかけており、妹が通う予備校に時々様子を見に訪れる。自身と佳の姉妹仲には、温度差を感じている。夏休みを利用してロタ島に3日間旅行に行く。
榊原昴
演 - 下絛アトム
敦天の同居人。敦天と同じ今治の出身。作中では8月いっぱいの予定で実家に帰省するが、数日切り上げて早く帰ってくる。
森本隆英
演 - 鈴木瑞穂
英介の父。大学の医学部教授で新潟の病院院長。医学界である程度名の知れた人物。英介と5年ぶりに偶然再会し、息子の将来について会話する。作中では、ホテルのボーイの仕事に対し見下したような言動をする。
暴走族のリーダー
演 - 深水三章
冒頭で英介とちょっとした交通トラブルを起こす。その直後仲間とともに鎌倉の海に訪れ、英介と2人でおもりの石を服に入れて沖に向かって歩いていくという度胸試しをして決着をつける。リーゼントヘアの髪型が特徴で威勢がいい性格。
予備校英語講師
演　-　小中陽太郎
ヘミングウェイの『殺人者たち』を教材に講義をする。

## スタッフ
- 監督 - 藤田敏八
- 製作 - 佐々木志郎、結城良煕
- 原作 - 中上健次の小説集「十八歳、海へ」より「隆男と美津子」の章
- 脚本 - 田村孟、渡辺千明
- 企画 - 進藤貴美男
- 撮影 - 安藤庄平
- 音楽 - チト河内　　主題歌「十八歳、海へ / 夕陽を追って」加橋かつみ（コロムビア、YK-521-AX）
- 美術 - 徳田博
- 編集 - 井上治
- 録音 - 高橋三郎
- 助監督 - 上垣保朗
- 照明 - 新川真